# Angels Santarcangelo
Gli Angels Santarcangelo, formalmente noti anche come Basket Santarcangelo Angels, sono una società di pallacanestro della città di Santarcangelo di Romagna.

## Storia
Le primissime apparizioni contro altre squadre regionali avvennero nel 1971, mentre un anno dopo ci fu l'iscrizione al campionato UISP. Nel 1978 nacque la A.S. Santarcangiolese Basket, che subentrò alla Libertas Santarcangiolese: in quello stesso anno il club fu affiliato alla FIP per la prima volta, militando in Promozione.
Nel 1980 la squadra giunse in Serie D, laddove militò per i 13 anni a venire. Nel 1985 entrò in società Maurizio Fabbri che assunse la carica di presidente, mantenuta anche nei decenni a seguire. Al termine della stagione 1998-1999 arrivò la promozione in Serie C1, seguita però dal ritorno in C2 due anni più tardi. Altra altalena di lì a poco, con i gialloblu promossi in C1 nel 2002-2003 e retrocessi l'anno successivo. Intanto nell'estate 2004 il presidente Maurizio Fabbri affidò il vivaio a Paolo Carasso, già allenatore delle giovanili del Basket Rimini di cui fu anche capoallenatore in Serie A1 per un periodo.
Per i santarcangiolesi si concretizzò un nuovo ritorno in C1 nel 2006-2007, quando la formazione allenata all'epoca da Franco Foschi eliminò l'Artusiana Forlimpopoli nella finalissima dei play-off. Dopo due stagioni concluse rispettivamente con una salvezza ai play-out e una retrocessione con ripescaggio, nella stagione 2009-2010 gli Angels del nuovo coach Padovano riuscirono ad arrivare in Serie B Dilettanti grazie alle finali play-off vinte contro Umbertide per 2-1 nonostante l'assenza del playmaker Eugenio Rivali.
Quello nel quarto campionato nazionale fu un debutto per il club clementino. Nonostante ciò, la squadra si classificò seconda in regular season, poi eliminò Roncade (2-1) e Ravenna (2-1) nei play-off e andò a vincere anche le finali, sigillate con il 2-0 sul campo del Castelnovo di Sotto. Per la prima volta nella loro storia, gli Angels approdarono in Divisione Nazionale A, ovvero la vecchia Serie B1.

### La stagione in terza serie
Durante la loro prima stagione nella terza serie, a fine gennaio, i santarcangiolesi incapparono nella settima sconfitta casalinga consecutiva e decisero di sostituire coach Massimo Padovano – autore delle due promozioni in due anni – con Massimo Bernardi. Il nuovo tecnico riuscì a invertire il trend conquistando 6 dei suoi primi 9 incontri sulla nuova panchina. I gialloblu non riuscirono ad evitare i play-out, ma la salvezza arrivò grazie al doppio successo al primo turno sulla SBS Castelletto Ticino.
L'estate 2012 si rivelò tormentata a causa delle difficoltà economiche che attanagliarono la società, così ci fu una trattativa con un gruppo di Rieti interessato a portare la squadra nel capoluogo laziale. L'accordo tra le due parti finì per saltare, ma il club santarcangiolese si ritirò comunque dal campionato prima del suo inizio, avendo già deciso di ripartire dalla Serie D appoggiandosi al titolo sportivo dell'ABC Santarcangelo.

#### La ripartenza
Nella stagione della ripartenza, la panchina fu affidata a Davide Tassinari, fino a quel momento capo allenatore nelle giovanili. La squadra, costruita da tutti ragazzi del settore giovanile clementino, terminò la stagione con una tranquilla salvezza.
Nell'estate successiva gli Angels piazzarono due colpi di mercato per la categoria, ingaggiando il play/guardia Luca Pesaresi e il pivot Alberto Saponi. La Serie D 2013-2014 fu vinta agevolmente, tanto che gli Angels riuscirono a ottenere 30 vittorie in altrettante partite di campionato e salirono direttamente nella categoria superiore.
Complice il ritiro di tante squadre dai campionati superiori e la riorganizzazione dei campionati, la società chiese e ottenne il ripescaggio per partecipare al campionato di Serie C 2014-2015 (ex DNC). Qui arrivò un nuovo salto di categoria, grazie al primo posto nel proprio girone play-off che consentì la promozione in Serie B. Il 15 giugno 2016, nonostante la salvezza ottenuta sul campo, il presidente Maurizio Fabbri comunicò l'intenzione di non iscriversi al successivo campionato di Serie B e di riprendere dalla Serie D a seguito dell'affiliazione ad un'altra realtà locale quale il CNO Santarcangelo che militava in quella serie. La ripartenza avvenne con il ritorno in panchina di coach Massimo Bernardi e con un roster formato dai ragazzi del settore giovanile del club.
Nell'estate del 2019 venne interrotta la collaborazione tra Angels e CNO, pertanto la cittadina di Santarcangelo si trovò ad avere tra Serie C e Serie D due diverse squadre: gli Angels cedettero gratuitamente la società e il relativo titolo sportivo di Serie C al CNO – che al tempo stesso cambiò nome in Santarcangiolese Basket sotto la presidenza di Palmiro Fornari, già dirigente Angels nonché fondatore della storica società nel 1978 – mentre il Basket Santarcangelo Angels si sarebbe iscritto al campionato di Promozione ma ottenne la possibilità di poter ripartire dalla Serie D.